# Auguste Bouché-Leclercq

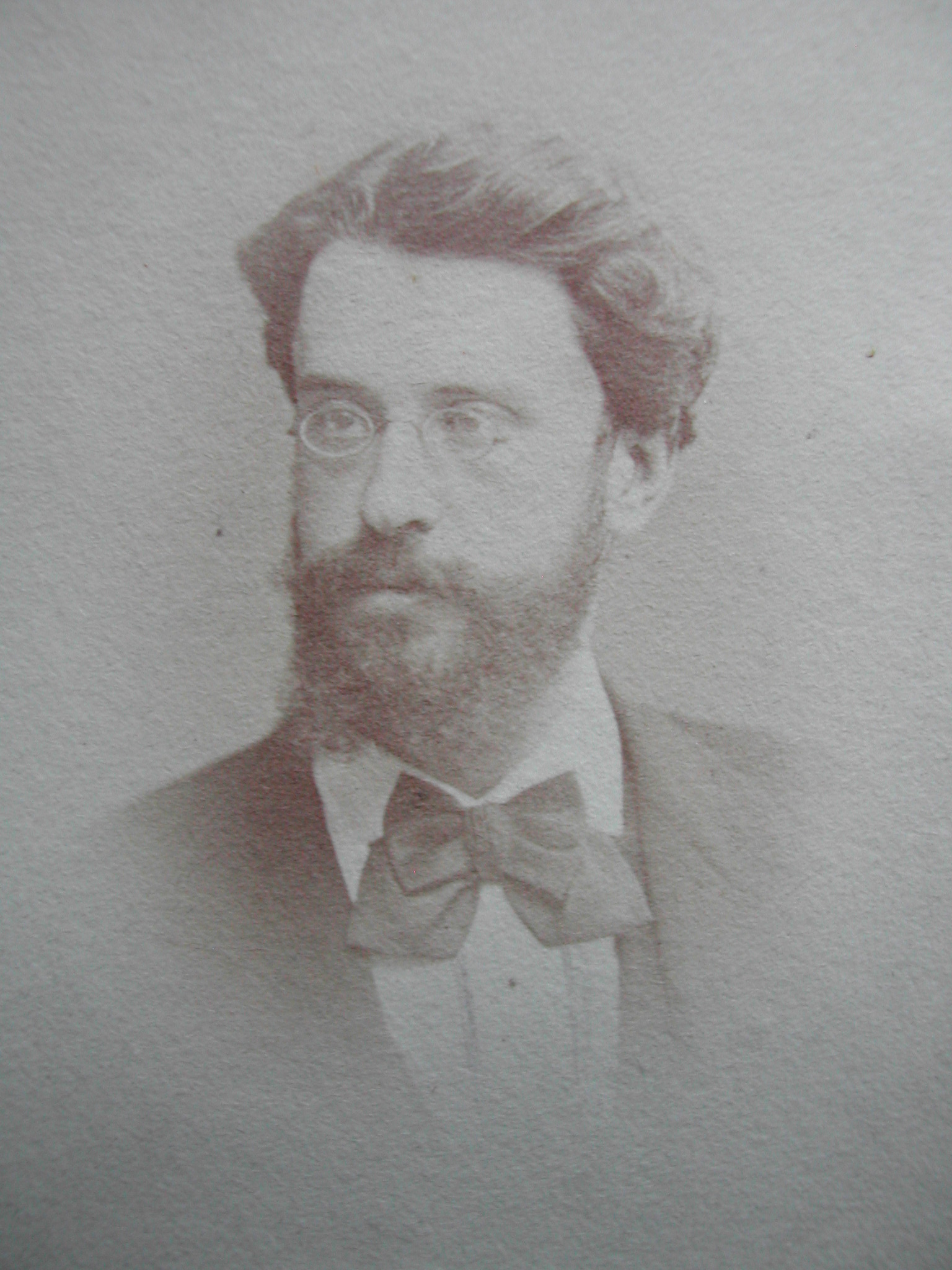
Auguste Bouché-Leclercq

Auguste Bouché-Leclercq (* 30. Juli 1842 in Francières (Oise), Département Oise; † 19. Juli 1923 in Nogent-sur-Marne, Département Val-de-Marne) war ein französischer Althistoriker.

## Leben
Auguste Bouché-Leclercq war der Sohn von Louis-Thomas Bouché und Marie-Joséphine Leclercq, die als Landwirte tätig waren. Er erhielt seinen Unterricht in mehreren Priesterseminaren und legte 1861 in Paris sein Abitur ab. Auf einer mehrmonatigen Reise durch italienische und deutsche Städte fungierte er als Privatlehrer. Danach war er u. a. 1866 Gymnasiallehrer in Meaux und erlangte 1872 den Doktorgrad in Philosophie. 1873–1878 war er Professor für Alte Literatur an der philosophischen Fakultät von Montpellier. 1876 heiratete er Marie Julie Guillaume und bekam mit ihr drei Söhne und eine Tochter. 1887 wurde er Professor für Alte Geschichte in Paris, 1898 Mitglied der Académie des Inscriptions et Belles-Lettres und 1903 Offizier der Ehrenlegion. 1918 ging er in Pension und starb 1923 im Alter von knapp 81 Jahren.
Der Hauptschwerpunkt von Bouché-Leclercqs Forschungen lag auf dem Gebiet der antiken Religionsgeschichte und der Geschichte des Hellenismus. Zu letzterem Thema verfasste er zwei bedeutende Werke über die Dynastien der Ptolemäer und Seleukiden. Er übersetzte auch die Werke deutscher Historiker ins Französische, u. a. 1883–1885 die Geschichte des Hellenismus von Johann Gustav Droysen.

## Schriften (Auswahl)
- Les Pontifes de l’ancienne Rome (Dissertation, 1871)
- Histoire de la divination dans l’antiquité (1879–1882), 4 Bde.
- Atlas pour servir à l’histoire grecque de E. Curtius (1883)
- Manuel des institutions romaines (1886)
- L’astrologie dans le monde romain (1897)
- L’astrologie grecque (Paris 1899); Neudruck Brüssel 1963
- Leçons d’histoire grecque (1900)
- Histoire des Lagides (1903–1907), 4 Bde.
- Histoire des Séleucides (1913–1914), 2 Bde.